# Amblypodia paralea
Amblypodia paralea är en fjärilsart som beskrevs av Evans 1925. Amblypodia paralea ingår i släktet Amblypodia och familjen juvelvingar. Inga underarter finns listade i Catalogue of Life.